# Ulrich Kellermann
Ulrich Kellermann (* 23. März 1936 in Wuppertal) ist ein evangelischer Theologe.

## Leben
Nach dem Abitur 1956 am Neusprachlich-Humanistischen Gymnasium Wuppertal-Barmen studierte er von 1956 bis 1962 evangelische Theologie an der Kirchlichen Hochschule Wuppertal und an den Universitäten Tübingen, Bonn und Münster. Nach dem 1. theologischen Examen bei der Evangelischen Kirche im Rheinland 1962 absolvierte er von 1962 bis 1965 das Vikariat als Assistent für Neues Testament an der Kirchlichen Hochschule Wuppertal. Nach dem 2. theologischen Examen bei der Evangelischen Kirche im Rheinland 1965 und der Promotion 1966 hatte er von 1970 bis 1992 einen Lehrauftrag für Geschichte und Theologie des Judentums im Hellenistischen Zeitalter an der Kirchlichen Hochschule Wuppertal. Nach der Habilitation 1975 in Münster wurde er 1980 zum außerplanmäßigen Professor für Altes Testament in Münster ernannt. Er war hauptberuflich evangelischer Gemeindepfarrer von 1965 bis 1972 in Wuppertal-Unterbarmen/West und von 1972 bis 2000 in Mülheim an der Ruhr. 2018 wurde er vom Kirchenkreis An der Ruhr mit dem Hoffnungspreis ausgezeichnet.
Seine Forschungsgebiete sind Spätschriften des Alten Testaments, Judentum im Hellenistischen Zeitalter, biblische Theologie und Gespräch zwischen Christen und Juden.

## Schriften (Auswahl)
- Das Gotteslob der Auferweckten. Motivgeschichtliche Beobachtungen in Texten des Alten Testaments, des frühen Judentums und Urchristentums. Neukirchen-Vluyn 2001, ISBN 3-7887-1861-7.
- Das Achtzehn-Bitten-Gebet. Jüdischer Glaube in neutestamentlicher Zeit. Ein Kommentar. Neukirchen-Vluyn 2007, ISBN 3-7887-2189-8.
- Eheschließungen im frühen Judentum. Studien zur Rezeption der Leviratstora, zu den Eheschließungsritualen im Tobitbuch und zu den Ehen der Samaritanerin in Johannes 4. Berlin 2015, ISBN 3-11-033992-7.
- Elia als Toralehrer und Versöhner. Mal 3,22–24 und das Motiv der Zuwendung der Herzen von Vätern und Söhnen durch Elia im frühen Judentum. Berlin 2017, ISBN 978-3-643-13571-1.